# 寄生容量
寄生容量（きせいようりょう、英: stray capacity）は、浮遊容量（ふゆうようりょう）、漂遊容量（ひょうゆうようりょう）とも呼ばれ、電子部品の内部、あるいは電子回路の中、またモーターコイルなどの導体とフレームや外部筐体などの導体間、さらに電源ケーブルと床（大地）間など、それらの物理的な構造（導体‐絶縁体－導体の構成）に起因する、設計者が意図しない電荷を蓄えることができる容量成分のことである。長い電源ケーブルは特に大きな静電容量があり、大電流がスイッチング制御されるモーターやヒーターでは高周波の強いEMIが発生する為、対地間との寄生容量に大きな電荷が蓄積されることがある。金属の筐体を接地する目的は、人体を感電から守る保護接地が知られているが、誘導により蓄積する電荷を大地へ逃がす機能接地の役割も大きい。電磁波が発生しやすい素子を静電シールドし筐体へボンディングすることも、寄生容量の電荷を逃がす目的である。
インダクタ、トランジスタ、ダイオード、抵抗などの電子部品は、回路図の上では目的の機能のみを持つ理想的な素子として扱われる。しかし、現実の部品には本来の機能だけではなく、抵抗成分、容量成分、誘導成分などが必然的に現れる。
また、プリント基板上において複数の導線パターンが近接していると、それぞれの導線を電極とする微少な容量成分が寄生容量となる。同じ現象は複数の配線が接近している場合にも発生する。フォトカプラで使用されるLEDはスイッチングノイズなどが素子内の寄生容量に誘導し、誤点弧することが知られている。その為、誤点弧に弱いモノリシック構造を改善した分離構造型のフォトカプラも開発されている。

## 状況の描写
異なった電位における二つの伝導体が互いに近いとき、コンデンサのように、それらは互いに他方の電場によって影響を受け、向かい合った電荷を貯める。伝導体の間のその電位の変化 {\displaystyle v} は、それら伝導体を蓄電または放電するかのような中へのまたは外への、ある電流 {\displaystyle i} を要求する。
{\displaystyle i=C{\frac {dv}{dt}}\,}
ここに、 {\displaystyle C} はその伝導体の間の容量である。たとえば、インダクタは、それの立体的に密集したコイルのゆえに、しばしばそれがあたかも平行なコンデンサを含んでいるかのような振る舞いをする。

## 例
例えばコイルは、近接する巻線間の容量により、コイルに並列してコンデンサが接続されているような振る舞いをする。コイルの両端に電位差があると、それぞれが異なった電位で隣接している各巻線は、コンデンサの電極板のように振る舞い、電荷を蓄積する。コイルにかかる電圧がどのように変化しても、これらの微少な容量に蓄電や放電をするための余分な電流が流れることになる。
低周波回路のように、電圧変化が比較的低速で行われるなら、この余分な電流は通常は無視できる。しかし、電圧変化がすばやく行われる場合は、この充電電流も大きくなり、回路の動作を支配するようになる。

## 影響
低周波回路では寄生容量は通常無視できるが、高周波回路においては重要な問題になる。
増幅回路において、入出力間の寄生容量は回路を発振させる帰還路として働く。この意図せざる発振は寄生発振と呼ばれる。
オペアンプの出力に接続される負荷回路の容量成分は帯域を狭める。
高周波回路では、寄生容量の影響を下げるため、配線や部品を注意深く分離するような特別な実装技術が要求される。その手法として、ガードリング、グラウンドプレーン、電源プレーン、入出力のシールド、ラインターミネート、ストリップラインなどの技法が使われる。
トランジスタのような能動素子においては、コレクタ＝ベース間の寄生容量が素子の高周波特性を制限する主要な要素となる。
1930年代に真空管のコントロールグリッドとプレートの間にスクリーングリッドが設けられ、利用周波数の増大につながった。
コンピュータでは、バスやケーブルの距離が近いと、寄生容量による結合でクロストークが発生する。その結果として信号の混乱や誤動作が発生することがある。

### ミラー容量
トランジスターのベースとコレクターの間のような、転回増幅装置(英: inverting amplifying device)の入力と出力の電極の間の寄生容量は厄介である。なぜならそれはその装置の利得によって増えるからである。このミラー容量（1920年にジョン・ミルトン・ミラー（英語: John Milton Miller）によって真空管において最初に注目された）は、トランジスターや真空管のような能動装置(英: active device)の高周波性能を制限する主要な要素である。

## 集積回路における寄生容量
初期の集積回路は集積度も動作周波数も低かったため、配線の影響は無視できた。その当時の回路においては、配線は回路要素としては考えられなかった。しかしながら0.5ミクロンプロセスルールのもとでは、内部交差の抵抗と容量が回路の動作に重要な影響を与え始めている。内部寄生容量における重要な影響として、信号ノイズと信号遅れが含まれる。